# Малгожата Ґорська
Малгожата Ґорська — польська активістка та захисниця природи, яка відіграла важливу роль у русі за захист долини Роспуда на північному сході Польщі, однієї з останніх справжньої дикої природи в Європі. Вона родом із Тшцянського району Підляського воєводства у Польщі.

## Біографія
Малгожата Гурська працює в Польському товаристві охорони птахів. З 2002 року веде акцію щодо зміни запланованого маршруту швидкісної дороги Via Baltica з метою збереження долини Роспуди. У 2010 році вона отримала екологічну премію Голдмана за досягнення як друга полячка в історії після того, як Ядвіга Лопата виграла премію в 2002 році. Крім того, разом із чоловіком вони ведуть екотуристичне господарство в долині Бебжа.

## Внесок у збереження долини Роспуди

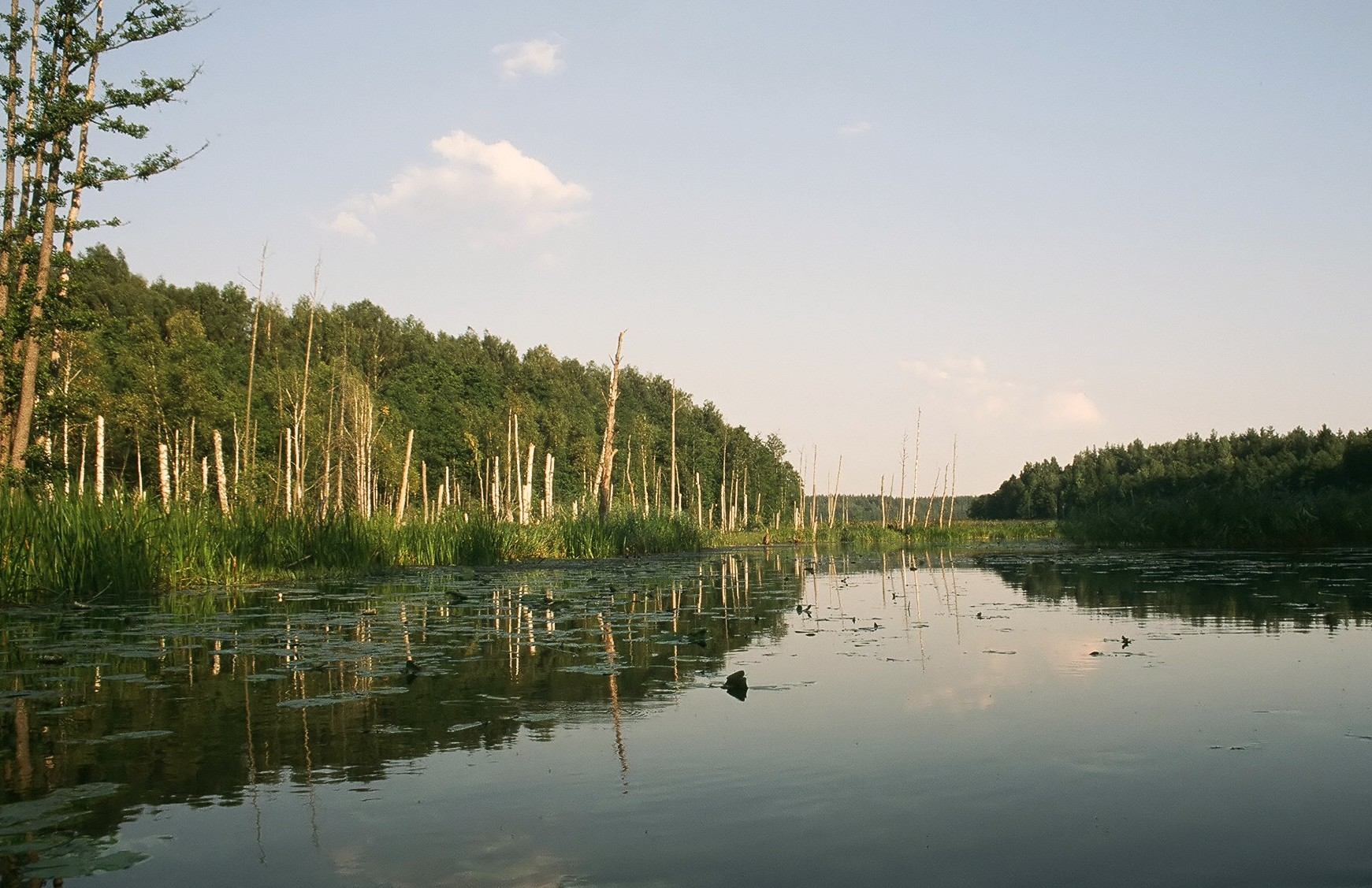
Долина Роспуда, що на північному сході Польщі, є однією з останніх незайманих пустель Європи, широко визнаних за свою красу та екологічне значення. Тут живуть орли, що перебувають під загрозою зникнення, та інші види птахів, орхідеї, рисі, вовки, лосі, кабани, видри та бобри.

Коли були створені плани будівництва швидкісної дороги Via Baltica через унікальні та незаймані території долини Роспуда, Малгожата Ґорська розпочала свою кампанію, щоб закликати політиків змінити плани. У 2002 році вона активізувала коаліцію активістів та організацій, включаючи WWF Польщі, Greenpeace, Польську зелену мережу та Польське товариство захисту птахів. Вона була співорганізаторкою громадського руху, під час якого люди носили зелену стрічку на знак підтримки її ідей. Малгожата Ґорська була активною в ЗМІ, давала інтерв'ю та брала участь у численних дебатах. Її діяльність часто була темою для журнальних і газетних статей.
Коли в 2004 році Польща приєдналася до Європейського Союзу, завдяки програмі Natura 2000 долина Роспуда стала заповідною територією. Однак її переговори з польським урядом так і не принесли бажаних результатів. У 2007 році Європейська комісія передала справу до Суду Європейського Союзу. Нарешті Європарламент підготував доповідь на цю тему. У той же час польські суди тричі заявляли, що запланований маршрут не відповідає польському законодавству.
Після восьми років боїв, у березні 2009 року польський уряд заявив, що маршрут буде змінено і не перетинатиметься з долиною Роспуди. Незважаючи на те, що початкова мета була досягнута, Малгожата Ґорська не зупинилася на досягнутому. Необхідно було змінити маршрут, щоб не вторгнутися в заповідні території Книшинського пралісу, Бебжанського болота та Августівського пралісу. Зрештою, 20 жовтня 2009 року було заплановано зміну маршруту на цих суперечливих ділянках траси, і ці території були врятовані від руйнування.

## Заявка на екологічну премію Голдмана та церемонію вручення
У 2010 році Манана Кохладзе, яка пов'язана з Bankwatch і є переможицею екологічної премії Голдмана 2004 року, висунула Малгожату Ґорську на дану премію. Польська організація Green Network, яка є партнером Bankwatch, ініціювала заявку на отримання даної премії. Після отримання премії Малогжату запросили на церемонію в Сан-Франциско, але перед цим вона відвідала численні зустрічі, одну з яких з президентом США Бараком Обамою.